# Candida (Włochy)
Candida – miejscowość i gmina we Włoszech, w regionie Kampania, w prowincji Avellino.
Według danych na 1 stycznia 2022 roku gminę zamieszkiwało 1085 osób (559 mężczyzn i 526 kobiet).